# Генерозов, Владимир Яковлевич
Владимир Яковлевич Генерозов (1882, Раквере — 1963, Казань) — отечественный учёный-охотовед, автор около 30 книг и большого числа научных статей. Кандидат экономических наук, профессор.

## Биография
Родился 18 июля 1882 г. в Везенберге в Эстонии. В 1901 г. окончил гимназию с золотой медалью. Учился в Петербургском политехническом институте на экономическом факультете, получил степень кандидата экономических наук.
Работал в Департаменте земледелия. Был командирован в Русское сельскохозяйственное агентство в Северной Америке, где до 1915 г. работал в США и Канаде экономистом агентства по вопросам международной торговли сельхозпродуктами и организации охотничьего хозяйства и пушного звероводства.
В 1923 -1935 гг., профессор, преподавал в Лесотехнической академии, в Институте народного хозяйства, Институте прикладной зоологии и в Институте народов Севера. В 1927- 1928 гг. участвовал в качестве охотоведа и экономиста в Печорской экспедиции на территории Автономной области Коми. В 1928 г. по поручению Наркомторга СССР, в сотрудничестве с профессором Соловьёвым Дм. К. разработал проект пятилетнего плана по изучению и развитию охотничьего хозяйства Советского Союза, войдя в состав плановой комиссии.
В 1935 г. осуждён по статье 58-10 УК РСФСР на 4 года исправительно-трудовых лагерей, работал начальником планового отдела Энергоузла Волгостроя НКВД в Рыбинске. После освобождения (досрочно) поселился в Казани. Работал заведующим библиотекой, затем библиографом в КазНИИ ортопедии и восстановительной хирургии (1946 - 1957). В 1953 г. был реабилитирован.
Всю жизнь, включая срок заключения и время старости и болезни, продолжал заниматься научным трудом.
Умер 11 мая 1963 г.. По другим данным - 11 июня.
В 1995 г. была опубликована его автобиография.

## Любопытные факты
Вывел и опубликовал своеобразную формулу личного счастья.

## Дополнительные источники
- Штильмарк Ф. Р. — Две жизни — две судьбы (В. Я. Генерозов и П. А. Мантейфель) — 48, 1991, с. 83—89.
- Издательство охотничьей литературы ЭРА
- Елкин К. Ф. Владимир Яковлевич Генерозов (к 80-летию со дня рождения и 35-летию научной деятельности) // Бюллетень МОИП. Отдетение биологическое.. — 1963. — № 1. — С. 163-160.
- Елкин К. Памяти В.Я. Генерозова // Охота и охотничье хозяйство. 1964. № 6. С. 28.
- Штильмарк Ф.Р. Судьба архива В.Я. Генерозова // Охота и охотничье хозяйство. 1998. № 8. С. 33.ТРУДЫ В.Я. ГЕНЕРОЗОВА:
- ТРУДЫ В.Я. ГЕНЕРОЗОВА:
- Генерозов В.Я. Пушной промысел / под общ. ред. А.Ф. Арского. М.; Л., 1926.
- Генерозов В.Я. Ондатра (Акклиматизация «американской выхухоли» в Северо-Западной области) // Вестник Карело-Мурманского края. 1925. № 28. С. 25–27.
- Генерозов В.Я. Ондатра и ее акклиматизация на Соловецких островах. Соловки: Бюро печати УСЛОН, 1927. 75 с. (Соловецкое общество краеведения. Вып. 2).
- Генерозов В.Я. Соловки как опытно-показательное охотничье хозяйство // Карело-Мурманский край. 1927. № 3. С. 37–40.
- Генерозов В.Я. Сорок один год в охотоведческой науке. Автобиография. – URL: https://www.ohot-prostory.ru/index.php?option=com_content&task=view&id=1372